# Glacier du Rettenbach
Le glacier du Rettenbach ou champ de neige du Rettenbach, en allemand Rettenbachgletscher et Rettenbachferner, est un glacier d'Autriche situé dans les Alpes de l'Ötztal, sur l'ubac du Sölden.

## Activités
Depuis 2000, l'épreuve de slalom géant qui se tient fin octobre marque l'ouverture de la Coupe du monde de ski alpin sur la piste principale du glacier.

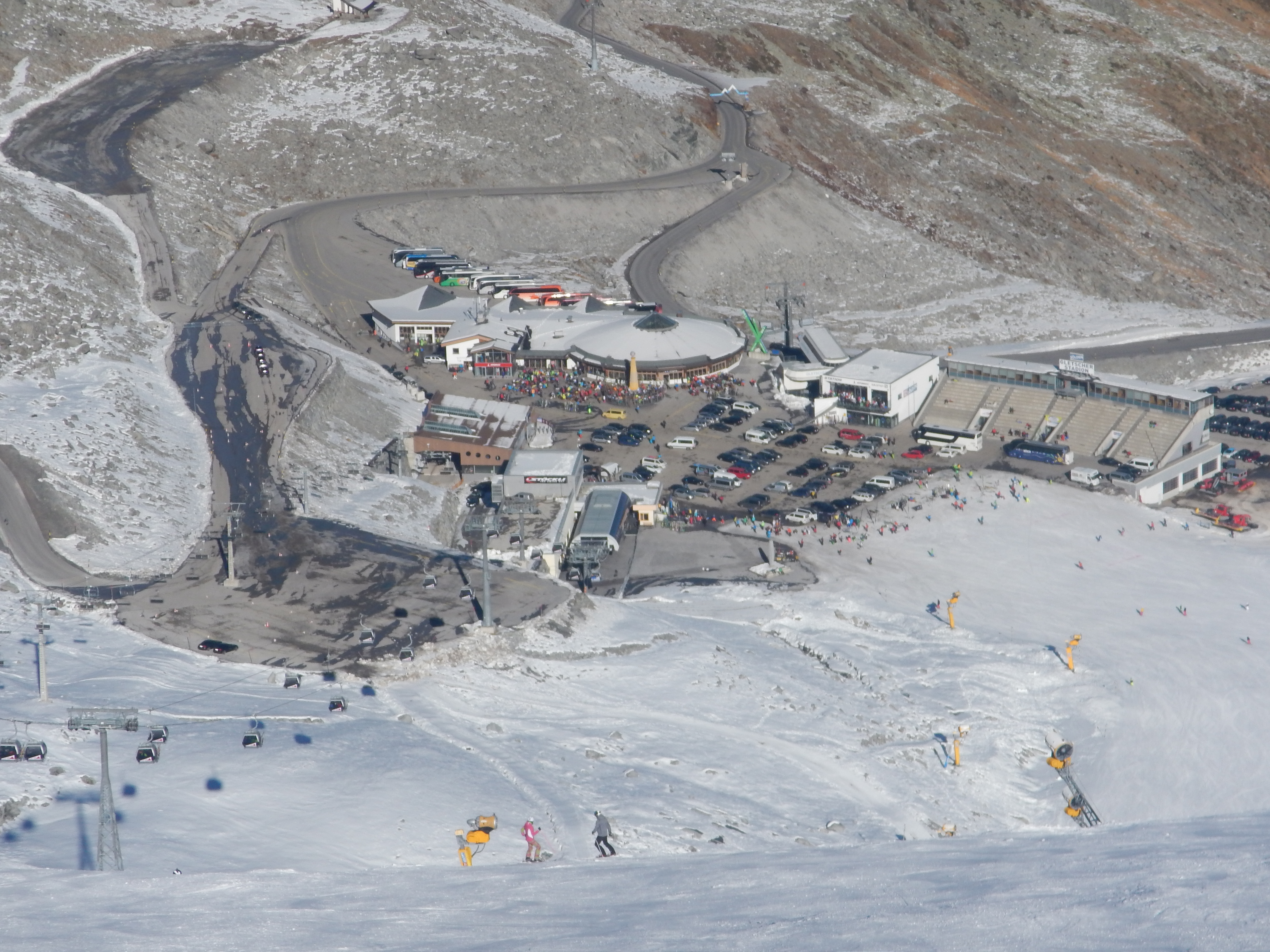
La station de ski vue depuis les pistes sur le glacier.

Traditionnellement et en fonction de la couverture neigeuse, les fédérations ont pour habitude de venir s'entraîner sur la piste d'ouverture de la Coupe du monde, hormis durant quelques jours qui sont réservés à la fédération autrichienne. Une autre piste est réservée aux entraînements sur la gauche du glacier, connue pour bien conserver la fraîcheur et une neige dure : l'Ice Box.